# Schizomus chalakudicus
Schizomus chalakudicus är en spindeldjursart som beskrevs av Bastawade 2002. Schizomus chalakudicus ingår i släktet Schizomus och familjen Hubbardiidae. Inga underarter finns listade i Catalogue of Life.